# Marcela Pavkovčeková
Marcela Pavkovčeková (ur. 21 kwietnia 1977 w Liptowskim Mikułaszu) – słowacka biathlonistka, mistrzyni Europy.

## Kariera
W Pucharze Świata zadebiutowała 14 marca 1996 roku w Hochfilzen, zajmując 74. miejsce w biegu indywidualnym. Pierwsze punkty zdobyła 20 grudnia 1998 roku w Osrblie, gdzie zajęła 25. miejsce w biegu pościgowym. Nigdy nie stanęła na podium zawodów pucharowych, najwyższą lokatę wywalczyła 7 grudnia 2005 roku w Hochfilzen, kończąc rywalizację w biegu indywidualnym na ósmej pozycji. Najlepsze wyniki osiągała w sezonach 2003/2004 i 2005/2006, kiedy zajmowała 51. miejsce w klasyfikacji generalnej.
Na mistrzostwach Europy w Zakopanem w 2000 roku razem z koleżankami z reprezentacji zwyciężyła w sztafecie. Zajęła też między innymi czwarte miejsce w biegu drużynowym na mistrzostwach świata w Osrblie w 1997 roku oraz szóste w sztafecie podczas mistrzostw świata w Hochfilzen osiem lat później. Indywidualnie najwyższą pozycję osiągnęła w 2004 roku, zajmując podczas mistrzostw świata w Oberhofie dwudzieste miejsce w biegu indywidualnym.
W 2002 roku wystąpiła na igrzyskach olimpijskich w Salt Lake City, gdzie zajęła 33. miejsce w biegu indywidualnym i 5. w sztafecie. Brała też udział w igrzyskach w Turynie w 2006 roku, plasując się na 22. pozycji w biegu indywidualnym, 29. w sprincie i 10. w sztafecie.

## Osiągnięcia

### Igrzyska olimpijskie
| Rok  | Miejscowość    | Konkurencje | Konkurencje | Konkurencje | Konkurencje | Konkurencje | Konkurencje | Konkurencje |
| Rok  | Miejscowość    | IN          | SP          | PU          | MS          | RL          | MR          | SR          |
| ---- | -------------- | ----------- | ----------- | ----------- | ----------- | ----------- | ----------- | ----------- |
| 2002 | Salt Lake City | 33.         | –           | –           | nd.         | 5.          | nd.         | –           |
| 2006 | Turyn          | 22.         | 29.         | DNF         | –           | 10.         | nd.         | –           |

### Mistrzostwa świata
| Rok  | Miejscowość      | Konkurencje | Konkurencje | Konkurencje | Konkurencje | Konkurencje | Konkurencje | Konkurencje |
| Rok  | Miejscowość      | IN          | SP          | PU          | MS          | RL          | MR          | SR          |
| ---- | ---------------- | ----------- | ----------- | ----------- | ----------- | ----------- | ----------- | ----------- |
| 1997 | Osrblie          | –           | 73.         | –           | nd.         | 7.          | nd.         | –           |
| 1999 | Kontiolahti/Oslo | –           | 54.         | –           | –           | 8.          | nd.         | –           |
| 2000 | Oslo/Lahti       | 52.         | 47.         | DNF         | –           | 8.          | nd.         | –           |
| 2001 | Pokljuka         | –           | 48.         | 51.         | –           | –           | nd.         | –           |
| 2003 | Chanty-Mansyjsk  | –           | 39.         | 47.         | –           | 10.         | nd.         | –           |
| 2004 | Oberhof          | 20.         | 52.         | 37.         | –           | 15.         | nd.         | –           |
| 2005 | Hochfilzen       | 70.         | 69.         | –           | –           | 6.          | nd.         | –           |
| 2006 | Pokljuka         | nd.         | nd.         | nd.         | nd.         | nd.         | 25.         | –           |

### Puchar Świata

#### Miejsca w klasyfikacji generalnej
| Sezon     | Miejsce |
| --------- | ------- |
| 1995/1996 | -       |
| 1996/1997 | -       |
| 1997/1998 | -       |
| 1998/1999 | 68.     |
| 1999/2000 | -       |
| 2000/2001 | -       |
| 2001/2002 | 65.     |
| 2002/2003 | -       |
| 2003/2004 | 51.     |
| 2004/2005 | -       |
| 2005/2006 | 51.     |